# Jean-Pierre Aubry
Pour les articles homonymes, voir Aubry.
Jean-Pierre Aubry, né le 1er janvier 1962, est l'ancien directeur général de la Semarelp, la société d’économie mixte de Levallois-Perret (jusqu'en 2014) et l'ancien président du Levallois Sporting Club (2008-2012). Il préside depuis 2013 le club de basket du Paris Levallois qui évolue en Pro A.

## Biographie
Il a été élève au Lycée René Auffray de Clichy, il obtient son baccalauréat en 1981.
Après avoir travaillé à la Banque De Paris Et Des Pays-Bas de 1981 à 1983, il travaille pour la ville de Levallois-Perret depuis 1983. Il a occupé les fonctions de responsable des sports, puis est devenu directeur de cabinet du maire en 2001. En 2008, il accède au poste de directeur général de la Semarelp, la société d’économie mixte et bras armé financier de la ville.

## Implication dans les affaires judiciaires concernant les époux Balkany
À la suite d'une information judiciaire pour « blanchiment de fraude fiscale » ouverte en décembre 2013, après les révélations d'un ancien proche des Balkany, Didier Schuller, Jean-Pierre Aubry a été mis en examen par le juge d'instruction Renaud Van Ruymbeke du pôle financier du tribunal de Paris, en compagnie d’Isabelle Balkany le 22 mai 2014, placé sous contrôle judiciaire, il a été laissé en liberté sous caution.
La justice le soupçonne d’être l’homme de paille dans l’acquisition du riad « Dar Gyucy » à Marrakech. D’après les actes officiels, le riad « Dar Gyucy » a couté 2,75 millions d'euros à l'achat. La SCI « Dar Gyucy » est possédée à 1 % par Diana Brush, gestionnaire de fonds, et à 99 % par une autre société, Haydrige Investments Group Corp, immatriculée au Panama et présidée par Marc Angst, président de Gestrust (fiduciaire suisse spécialisée dans les trusts) qui emploie Diana Brush. La villa a été financée par deux sociétés égyptiennes, dont une à laquelle participe le milliardaire austro-saoudien Mohamed Bin Issa Al Jaber. Le même Al-Jaber qui a financé un projet de tours à 1 milliard d'euros à Levallois-Perret, projet supervisé par Jean-Pierre Aubry, directeur de la Semarelp (la société d'aménagement de la ville de Levallois). Dans leur requête de levée d’immunité parlementaire de Patrick Balkany, les juges décrivent « le montage offshore » qui a permis au bras droit de Patrick Balkany, Jean-Pierre Aubry d’effectuer toutes ses démarches en vue d'acquérir cette propriété en compagnie d'un avocat parisien, Me Arnaud Claude (plus connu comme associé de Nicolas Sarkozy dans son cabinet (Claude et associés) et mis en examen pour « blanchiment de fraude fiscale »). Les juges relatent que les deux hommes se sont rendus en Suisse pour confier l'élaboration du « montage opaque » à une fiduciaire de Genève (Gestrust), chargée de « mettre à leur disposition deux sociétés panaméennes, l'une pour acquérir la villa (société Haydridge), l'autre pour en assurer le financement occulte (société Himola) ». Pour l'occasion, celle-ci a ouvert un compte à Singapour. Selon Marc Angst (appelé comme témoin en tant que directeur de Gestrust SA, ) ce sont en 2009 Jean-Pierre Aubry et l'avocat Arnaud Claude qui l'ont chargé de monter les deux sociétés offshore basées au Panama : Himola (pour recevoir une commission de cinq millions d’euros versée dans le cadre du projet immobilier des deux tours, supposés versée par Mohamed Al Jaber) et Hayridge pour détenir la villa via une SCI) ; et c'est Jean-Pierre Aubry qui apparaissait comme propriétaire officiel de la villa.
La justice a identifié de nombreux liens entre Jean-Pierre Aubry, les Balkany et le riad de Marakech. Le compte bancaire de la SCI « Dar Gyucy » a été alimenté à plusieurs reprises par Julien Balkany (en), demi-frère de Patrick Balkany, en 2011, 2012 et 2013. Alexandre Balkany, le fils des Balkany, a versé 45 000 euros au total en 2012 et 2013. L’enquête montre des dépenses d’Isabelle Balkany pour des achats d’ameublement et de décoration sur Internet (pour un montant total de 18 266 euros) et à Marrakech (pour au moins 15 000 euros) entre décembre 2008 et janvier 2010. Par ailleurs, selon l'enquête, Les séjours marocains très fréquents des Balkany et de leur fils se déroulent « sans dépense hôtelière »,.
La justice ordonne le 13 août 2015 la saisie du riad « Dar Gyucy » de Marrakech .
Jean-Pierre Aubry a déclaré « qu'il n'avait personnellement bénéficié ni de la villa, ni du compte de Singapour ». Il a été mis en examen pour « complicité de corruption passive » en mars 2015, il est soupçonné d'avoir servi de prête-nom.
Le 18 octobre 2019, dans le procès dit Balkany, Jean-Pierre Aubry est relaxé de l'accusation de corruption mais condamné à trois ans de prison avec sursis pour blanchiment de fraude fiscale. En juillet 2021, il est suspendu de la Légion d'honneur à titre disciplinaire pour une durée de 5 ans.

### Vidéographie
- Complément d'enquête, « Affaire Balkany », Paris, France Télévisions, juin 2015.
- Elise Lucet/Cash investigation ; "Panama Papers" Paradis fiscaux: le casse du siècle (Intégrale) ; France Télévisions ; mis en ligne le 6 avril 2016 (voir au point 2:38:11)